# Agentura Evropské unie pro bezpečnost letectví
Agentura Evropské unie pro bezpečnost letectví (anglicky European Union Aviation Safety Agency, zkratka EASA), starším názvem Evropská agentura pro bezpečnost letectví je agentura Evropské unie a letecký úřad s regulačními a výkonnými úkoly v oblasti civilního letectví.

## Historie
Agentura byla založena roku 2002 jako Evropská agentura pro bezpečnost letectví (the European Aviation Safety Agency). V roce 2008 dosáhla plné funkčnosti, když převzala kontrolu nad leteckým úřadem Joint Aviation Authorities (JAA). V roce 2018 byl její název změněn na Agentura Evropské unie pro bezpečnost letectví (European Union Aviation Safety Agency) a její úkoly byly rozšířeny.
Vedení EASA sídlí v Kolíně nad Rýnem, pobočku má v Bruselu. Své úřady má v Pekingu, Montréalu, Singapuru a Washingtonu, D.C.

## Pracovníci a poslání
V agentuře pracuje přes 800 leteckých odborníků a administrativních pracovníků.
EASA je zodpovědná za stanovení pravidel, pokynů a norem týkající se civilního letectví z hlediska bezpečnosti a životního prostředí.
Mezi odpovědnosti agentury EASA patří analýza a výzkum bezpečnosti, povolování zahraničních hospodářských subjektů, poskytování poradenství při navrhování právních předpisů EU, provádění a monitorování bezpečnostních pravidel (včetně inspekcí ve členských státech), kontrola ochrany životního prostředí, stanovování leteckých standardů, vydávání typových osvědčení pro letadla a jejich komponenty, jakož i schválení organizací zapojených do navrhování leteckých výrobků.
Jejími partnery jsou úřady pro civilní letectví každé země, např. český Úřad pro civilní letectví (ÚCL).

## Členové
Členy EASA je všech 27 států Evropské unie. Členové Evropského sdružení volného obchodu Island, Lichtenštejnsko, Norsko a Švýcarsko se zúčastňují prací bez hlasovacího práva..
Na Spojené království je po přechodném období (od 31. 1. 2020 do 31. 12. 2020) nahlíženo jako na člena bez hlasovacích práv.
Na pracovní úrovni spolupracuje EASA s dalšími státy a regionálními či mezinárodními institucemi. Jmenovitě v rámci tzv. Východního partnerství EU zavádějí Arménie, Gruzie, Moldavsko a Ukrajina pravidla EU v oblasti letecké bezpečnosti.